# André Wynen
André Wynen (Ukkel, 8 december 1923 - Godinne, 10 juni 2007) was een Belgische arts en verzetsstrijder.

## Levensloop

### Verzet
Reeds in zijn jeugd sympathiseerde Wynen met het gedachtegoed van de communistische partij, zonder echter partijlid te worden.
Aan het begin van de Tweede Wereldoorlog gaf de Belgische overheid het bevel om 300 000 jonge mannen te evacueren naar het westen van het land en later naar Frankrijk, in de CRAB's (Centre de Recrutement de l’Armée Belge - C.R.A.B. of RekruteringsCentrum van het Belgische Leger - R.C.B.L.). André Wynen ging mee.
Op zeventienjarige leeftijd maakte hij deel uit van het distributienetwerk van de clandestiene pers. Hij begon zijn geneeskundige studies aan de ULB. Als reactie op onaanvaardbare eisen van de bezetter, besloot de ULB in november 1941 haar onderwijsactiviteiten op te schorten. Hij stapte daarna over naar de universiteit van Namen, maar daar werd door de Duitse bezetter geëist dat alle studenten eerst zes maanden moesten werken in de oorlogsindustrie. André Wynen weigerde en dook onder in 1943 in het verzet bij de Gewapende Partizanen. Hij werd er chef van de elfde compagnie.
Gedurende de razzia's van maart-april 1944 werd hij in een hinderlaag van de Gestapo gelokt. Zijn gezel werd doodgeschoten en Wynen werd gearresteerd. Hij werd ondervraagd en gemarteld op het Gestapo-hoofdkwartier aan de Louisalaan in Brussel. Hij bracht Pasen 1944 door in de gevangenis van Sint-Gillis. Hij werd daarna overgebracht naar het Fort van Breendonk (10 of 11 april 1944 tot 6 mei 1944) en daarna naar kamp Buchenwald. In dit laatste kamp moest hij eerst handenarbeid verrichten en hij werd vervolgens verpleger in de ziekenzaal. Hij verbleef er ongeveer een jaar. Hij wist deze kampen te overleven door puur toeval omdat zijn dossier bij een bombardement in rook was opgegaan. De andere leden van zijn verzetsafdeling werden allen opgehangen. Na de bevrijding van het kamp werd hij door de bevrijders ingelijfd als verzorger. André Wynen hield aan Buchenwald een tuberculosebesmetting over. Hij was eveneens getuige op het proces van militair gouverneur Alexander von Falkenhausen.

### Artsensyndicaat
Hij herstelde gedurende twee jaar in een sanatorium in Leysin, Zwitserland. In maart 1947 hervatte hij zijn medische studies en hij behaalde zijn diploma in 1950. Hij specialiseerde zich daarna in de chirurgie.
In 1962 richtte hij de Belgische Vereniging van Artsensyndicaten (BVAS) op, waarvan hij twintig jaar voorzitter was, en die zou uitgroeien tot de grootste artsenvereniging van België. Ook internationaal was hij op dit vlak actief. Zo was hij een tijdlang secretaris-generaal van de World Medical Association. Hij zorgde ervoor dat deze organisatie niet uiteenviel in de jaren zeventig en tachtig. Gedurende deze periode stelde hij dat een arts geen medewerking mocht verlenen aan de uitvoering van een doodstraf. Hij mocht enkel de dood vaststellen. Hij gaf ook aan dat een arts geen verplichte voeding mag toedienen aan iemand die in hongerstaking gaat als protest tegen foltering. Hij was internationaal actief bij de bestrijding van foltering en werkte onder meer ook mee aan een conferentie in Istanboel in 1993, waar de folterpraktijken in Turkse gevangenissen werden bekritiseerd en waar Turkse artsen werden ondersteund die zich inzetten voor de behandeling van personen die in Turkse gevangenissen waren mishandeld.
Zijn naam blijft in België ook verbonden met de grote artsenstaking van april 1964 waarvan hij de organisator was. Negentig tot vijfennegentig percent van de Belgische artsen en tandartsen nam deel aan deze grootste artsenstaking uit de Belgische geschiedenis. Dit harde conflict was gericht tegen de voorgenomen besparingen in de sociale zekerheid door de toenmalige minister Edmond Leburton. De actie werd gevoerd omwille van het principe van therapeutische vrijheid van de arts en van de patiënt en tegen elke 'verstaatsing', die in zijn ogen de medische verzorging moeilijk maakt of afhankelijk van economische richtlijnen. De staking duurde achttien dagen, de noodverzorging werd echter gewaarborgd. André Wynen gold als keiharde en compromisloze onderhandelaar. Een groot deel van zijn eisen werd ingewilligd.
Verder was hij betrokken bij de vestiging van het ziekenhuis van Eigenbrakel. Hij wist in 1983 gedaan te krijgen dat het in Ukkel gelegen ziekenhuis Edith Cavell, dat eertijds failliet was gegaan, weer een nieuwe start kon maken. De artsen hebben een tijdlang 40% van hun honorarium moeten afstaan aan de kliniek. Anderzijds werden de toeslagen voor eenpersoonskamers totaal vrij bepaald door de dokters in zijn ziekenhuizen. De overheid aarzelde niet om hem in 1994 gedurende korte tijd naar de gevangenis te sturen, omdat hij zonder toelating in dit ziekenhuis een magnetische-resonantie-tomografietoestel had laten installeren, dat voor de moderne gezondheidszorg van groot belang is voor de optimale verzorging van patiënten. Het aantal van deze toestellen werd in België echter willekeurig beperkt. Het Rijksinstituut voor Ziekte- en Invaliditeitsverzekering heeft daarna de terugbetaling bij het gebruik van dit toestel met tien procent verminderd. Wynen heeft dit nooit doorberekend aan zijn patiënten, wat hem miljoenen Belgische frank gekost heeft.

### Latere jaren
Na zijn pensionering werd hij in september 2004 voorzitter van de Groupe mémoire - Groep Herinnering van Breendonk als opvolger van Arthur Haulot. Deze organisatie informeert de jeugd over wat er zich tijdens de Tweede Wereldoorlog heeft afgespeeld en houdt zich tevens bezig met het bestrijden van het neonazisme en het rechts-extremisme. Wynen, die zich altijd al ongerust maakte over de opkomst van extreemrechts, was er voorstander van dat partijen van een dergelijke signatuur een verbod opgelegd zouden krijgen.
Hij heeft zich ook altijd verzet tegen de legalisering van euthanasie omdat hij het schrikbeeld van de euthanasiewetten van het naziregime niet van zich kon afzetten. Volgens hem was de vroegtijdige levensbeëindiging een kwestie tussen de arts en de patiënt. Hij was ook bang dat het generatieconflict in de toekomst kon leiden tot een 'economische euthanasie' van de oudere generatie.
Op het einde van zijn leven schreef hij nog een voorwoord in het pedagogisch dossier "Le fort de Breendonk, le camp de la terreur nazie en Belgique pendant la Seconde Guerre mondiale" (Editions Racine, Brussel, 2006).
Hij was drager van de titels van commandeur in de Leopoldsorde en grootofficier in de Leopoldsorde.
Hij bleef in zijn latere jaren ook niet gespaard van zware tegenslagen. Na een val met de fiets was hij de laatste vijftien jaar deels verlamd. Zijn oudste dochter overleed in 2006 bij het beklimmen van Mount Kenya.
Begin juni 2007 raakte André Wynen betrokken bij een ernstig verkeersongeluk. Aan de verwondingen die hij daarbij opliep overleed hij een week later op 83-jarige leeftijd in het Universitair Ziekenhuis UCL in Mont-Godinne, Yvoir.
Hij wordt door de Belgische Vereniging van Artsensyndicaten (BVAS) geprezen als de belichaming van de vrije geneeskunde, een voorvechter binnen het Belgische gezondheidszorgsysteem en een onvermoeibare verdediger van de kwaliteit ervan.